# Dan Dockery
Dan Dockery (sinh 1973), tên tiếng Việt là Đàn, là một doanh nhân người Anh.
Ông sinh ngày 23 tháng 12 năm 1973 tại Oxford, Vương Quốc Anh trong một gia đình có truyền thống kinh doanh. Ông tốt nghiệp chuyên ngành Lịch sử - Đại học Manchester, Vương quốc Anh.
Năm 1997, Daniel Dockery đến Việt Nam, trở thành giáo viên tiếng Anh tại Trung tâm ngoại ngữ Language Link và tiếp tục duy trì công việc này đến tháng 9 năm 1999.
Trong thời gian cư trú ở Việt Nam, năm 1998, Daniel Dockery thành lập MINSK CLUB – Câu lạc bộ của những người có chung niềm đam mê du lịch, khám phá văn hóa các vùng miền Việt Nam với phương tiện đơn giản – xe mô tô. MISNK CLUB đã tổ chức nhiều sự kiện lớn với sự tham gia của các nghệ sĩ, ban nhạc nước ngoài.
Năm 1999, Daniel Dockery cùng với Digby bắt đầu thành lập và phát triển Công ty du lịch Motorbiking Việt Nam, sau đó được phát triển thành Công ty du lịch Explore Indochina vào năm 2002, cung cấp dịch vụ tour du lịch khám phá với phương tiện xe mô tô.
Tuy không được đào tạo bài bản về nghiệp vụ quản lý khách sạn, nhà hàng trên ghế nhà trường, song được tiếp cận với môi trường nhà hàng từ nhỏ với công việc đầu tiên là rửa bát trong nhà hàng của chính gia đình mình, cộng thêm nhiều kinh nghiệm thực tế, nghiệp vụ bàn, bar, nhà hàng, khách sạn mau chóng trở thành lĩnh vực yêu thích của ông. Cùng chung niềm đam mê khám phá ẩm thực cùng các loại rượu Việt Nam, Daniel Dockery cùng Markus Madeja xây dựng ý tưởng kinh doanh với những món ăn mang đậm phong vị Việt Nam truyền thống cùng các loại rượu dân tộc.
Tháng 9/2000, Daniel Dockery cùng Markus Madeja và bà Vũ Thị Thoa thành lập cơ sở kinh doanh Highway4 tại số 5 Hàng Tre, Hà Nội.
Năm 2005, vốn sẵn có tiền đề từ các hoạt động sự kiện của MINSK CLUB, ông thành lập Công ty giải trí CAMA Việt Nam.
Đồng thời hoạt động kinh doanh trên nhiều lĩnh vực khác nhau, năm 2007, Daniel Dockery quyết định tạm ngưng việc quản lý các hoạt động kinh doanh trên lĩnh vực du lịch tại Exploreindochina nhằm tập trung tối đa cho việc quản lý kinh doanh của hệ thống Nhà hàng Highway4.